# Gråbrun navling
Gråbrun navling, Arrhenia obscurata, är en svampart som beskrevs av Derek Reid 1958 som Omphalina obscurata. Den fördes över till Arrhenia av Scott Redhead, François Lutzoni, Jean-Marc Moncalvo och Rytas Vilgalys 2002.
Arten är reproducerande i Sverige.